# Brachyptera phthiotica
Brachyptera phthiotica är en bäcksländeart som beskrevs av Berthélemy 1971. Brachyptera phthiotica ingår i släktet Brachyptera och familjen vingbandbäcksländor. Inga underarter finns listade i Catalogue of Life.